# Grue brolga
Antigone rubicunda
Espèce
Statut de conservation UICN

 LC  : Préoccupation mineure
Statut CITES
La Grue brolga ou Brolga (Antigone rubicunda) est une espèce de grands oiseaux, faisant partie de la famille des Gruidae. Quand elle fut décrite pour la première fois en 1810, la Grue brolga fut classée parmi les Ardea, genre qui inclut les hérons et les aigrettes. C'est en réalité un membre des Gruiformes – l'ordre qui contient les râles les foulques, les grues, et plus précisément du genre Antigone. Plus tard, en 1865, cet oiseau reçut le surnom de grue australienne par le célèbre ornithologue John Gould.
En 1926, la Royal Australasian Ornithologists Union fit de brolga, d'un nom populaire dérivé d'une langue aborigène, le nom officiel de cet oiseau. Le brolga est une espèce commune d'oiseau des marécages, vivant dans l'Australie tropicale ou de l'est. Cette grue est bien connue pour son intrigante danse nuptiale.

## Morphologie
Le brolga adulte est grand, gris moyen à gris-argent, il mesure de 100 à 130 cm de long, avec une envergure de 180 à 240 cm. Une large bande rouge s'étend depuis le dessous du bec jusqu'à l'arrière du crâne. Les jeunes ne possèdent pas cette bande rouge. Les mâles adultes pèsent environ 7 kg, les femelles un peu moins de 6 kg.

## Alimentation
Les grues brolgas sont omnivores et mangent toute une variété de plantes, d'insectes, d'invertébrés ou de petits vertébrés, telles des grenouilles, vivant dans les marécages. Elles peuvent aussi manger des graines, des mollusques ou encore des crustacés. Les populations de grues brolga vivant dans le nord de l'Australie sont friandes de certains tubercules, qu'elles extraient en creusant le sol, mais ces plantes ne sont pas disponibles dans le sud de Brisbane.

### Reproduction

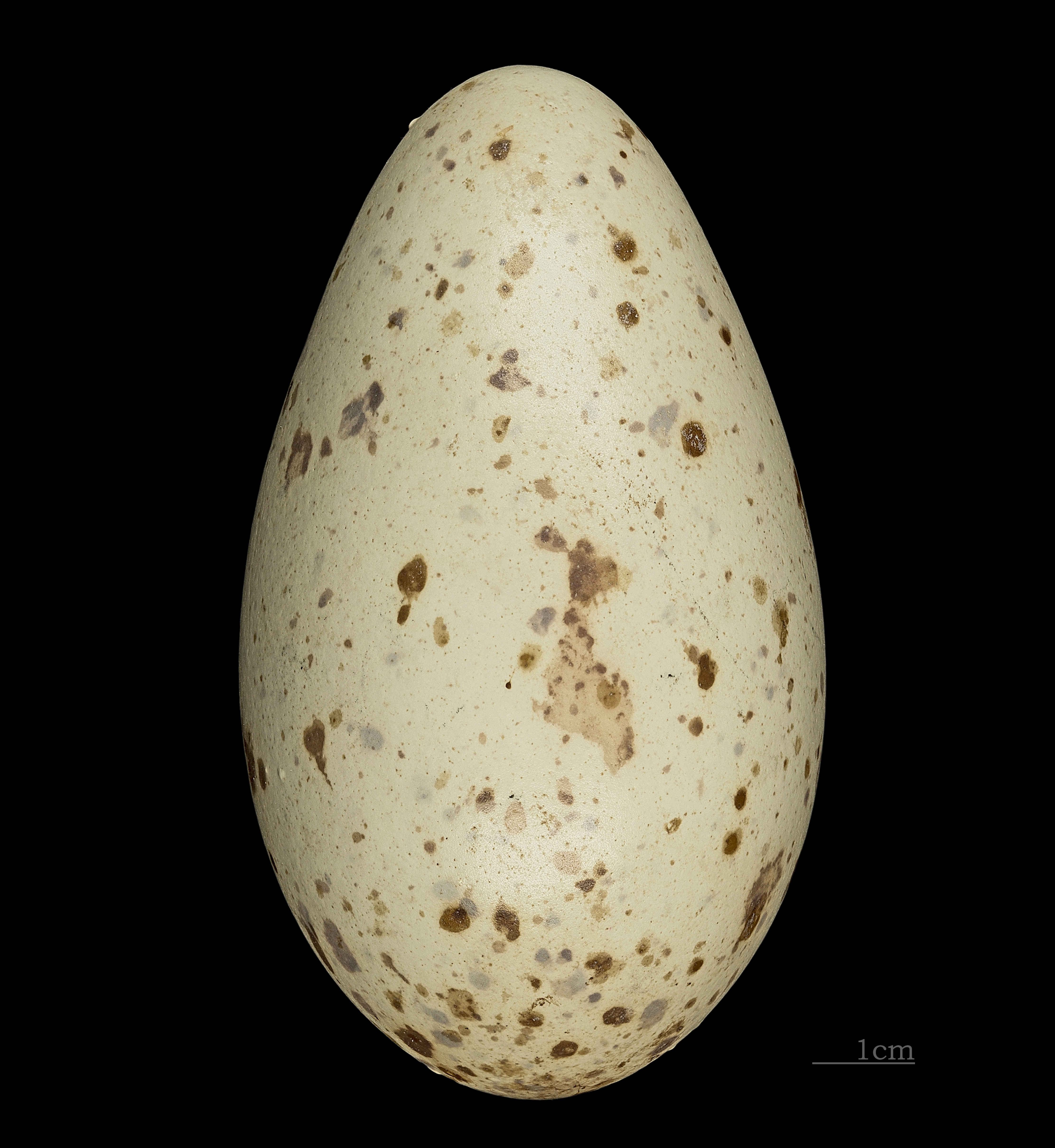
Œufs de Grue brolga Muséum de Toulouse

## Répartition et habitat
Les grues brolgas sont répandues et souvent abondantes en Australie du nord et du nord-est, spécialement au nord-est du Queensland, et dans les régions aussi méridionales que le Victoria. On les trouve également au sud de la Nouvelle-Guinée et des individus égarés peuvent être vus en Nouvelle-Zélande ou dans le nord de l'Australie occidentale.
La population est estimée entre 20 000 et 100 000 individus et n'est pas considérée comme menacée. La Fondation internationale pour la protection des grues (International Crane Foundation, ICF) a commencé à constituer une population de reproduction en captivité avec trois couples de grues brolga sauvages, capturés en 1972.
Les grues brolgas ne sont pas réellement des oiseaux migrateurs, mais se déplacent tout de même en fonction des pluies saisonnières.

## Systématique
L'espèce Grus rubicunda a été décrite par le naturaliste anglais  George Perry en 1810.